# 사야마 아이
사야마 아이(일본어: 佐山 愛 さやま あい[*])는 일본의 AV 여배우 겸 유튜버이다.

## 프로필
| 사야마 아이 | 사야마 아이     |
| ----------- | --------------- |
| 생년월일    | 1989년 1월 8일  |
| 출생지      | 일본 도쿄도     |
| 키          | 165cm           |
| 쓰리사이즈  | 98(H) - 61 - 90 |